# Maiara Walsh
Maiara Walsh (Seattle, Washington, 18. veljače 1988.) je američka glumica. Najpoznatija je po ulozi Ane Solis u TV seriji Kućanice.

## Biografija
Rođena je u Seattleu, od brazilske majke i američkog oca. S obitelji je odselila u São Paulo, Brazil, kad je imala samo 2 godine. S 11 godina je doselila u grad Simi Valley, Kalifornija, gdje je započela svoju glumačku karijeru

## Filmografija
- Opasne djevojke 2